# Liga Nacional de Birmania 2016
La Liga Nacional de Birmania 2016 (La Ooredoo LNB por razones de patrocinio) es la séptima temporada de la Liga Nacional de Birmania. 
La primera jornada de la temporada fue estipulada para el 9 de enero de 2016. El Yangon United es el campeón defensor.

## Eventos
Esta temporada de la segunda con el patrocinio de la Ooredoo, después de que la FFB y la empresa de telefonía catarí firmaran un contrato por $1 milló US, el 10 de enero de 2016.

## Equipos
Un total de 12 equipos compitieron en la liga: 10 equipos de la temporada anterior, y dos equipos promovidos desde la LNB-2.
Los clubes Manaw Myay y Nay Pyi Taw fueron relegados a la de Liga Nacional 2 de Birmania después de terminar en los puestos de descensos en la temporada 2015. Fueron reemplazados por el campeón de la división de plata: Southern Myanmar, y por el subcampeón Horizon FC. En el caso del Horizon FC jugará por primera vez en la máxima categoría de la liga birmana.

### Datos generales
| Equipo                | Ciudad     | Estadio                      | Capacidad | Entrenador               |
| --------------------- | ---------- | ---------------------------- | --------- | ------------------------ |
| Ayeyawady United FC   | Ayeyarwady | Ayar Stadium                 | 6,000     | Marjan Sekulovski        |
| Chin United           | Chin       | Har Kharr Stadium            | 4,000     | U Soe Thein              |
| Hantharwady United FC | Bago       | Bago Stadium                 | 4,000     | Ngwe Tun                 |
| Horizon FC            | Rangún     | Horizon Stadium              | 0         | Erdinç Pala              |
| Magwe F.C.            | Magway     | Magway Stadium               | 3,000     | Kyi Lwin                 |
| Rakhine United        | Rakáin     | Wai Thar Li Stadium          | 5,000     | U Aung Zaw Myo           |
| Shan United           | Shan       | Taunggyi Stadium             | 7,000     | Royter Moreira           |
| Southern Myanmar      | Mon        | Yamanya Stadium              | 15,000    | U Mya Lwin               |
| Yadanarbon FC         | Mandalay   | Bahtoo Stadium               | 17,000    | René Desaeyere           |
| Yangon United FC      | Rangún     | Yangon United Sports Complex | 3,500     | Emerson Alcântara        |
| Zeyar Shwe Myay       | Sagaing    | Monywa Stadium               | 5,000     | Fabiano Jose Costa Flora |
| Zwegapin United FC    | Kayin      | Hpa-An Stadium               | 3,000     | U Aung Min Oo            |

### Foreign players
The number of foreign players is restricted to four per MNL club. A team can use three foreign players on the field in each game, including a slot for a player from among AFC countries.
| Club               | Jugador 1          | Jugador 2          | Jugador 3            | Jugador AFC        |
| ------------------ | ------------------ | ------------------ | -------------------- | ------------------ |
| Ayeyawady United   | Abubakari Yakubu   | Hanson Samuel      | Christopher Chizoba  | Nashihara Takumu   |
| Chin United        | Sackie Teah Doe    | Morris Papuchu     | Anderson Ebimo West  |                    |
| Hantharwady United | Bamba Gaoussou     | Melvin George      | Ivan Carlos          |                    |
| Horizon            | Martin             | Ernest Ekici       | Idoko Sunday Matthew |                    |
| Magway             | Sylla Sekou        | Ronald Kufoin      | Michael Falcon       |                    |
| Shan United        | Hedipo Gustavo     | Djawa Maximin      | Patrick Kanyak       | Behshad Yavarzadeh |
| Southern Myanmar   | Doumbouya Ibrahima | Ijezie Chukwubunna | Eze Chika Philip     |                    |
| Rakhine United     | Ndongo Phillipe    | Andrey Coutinho    | Atapa Kazeem Adeolu  | Ibby Kamara        |
| Yadanarbon         | Keith Nah          | Kekere Moukailou   | Williams             | Keisuke Ogawa      |
| Yangon United      | Adilson            | Luiz Fernando      | Marcelo Fernandes    | Kunihiro Yamashita |
| Zeyar Shwe Myay    | Ouattara Ibrahim   | Victor Coto        | Marcio Gomes         | Dedi Gusmawan      |
| Zwekapin United    | Junior             | Patrick Asare      | Clarke Clifford      | Matsumoto Ken      |

## Tabla general
Actualizado al 17 de julio de 2016.
|     | Equipos de fútbol | PJ | G  | E  | P | GF | GC | Dif | Pts |
| --- | ----------------- | -- | -- | -- | - | -- | -- | --- | --- |
| 01. | Yadanarbon FC (C) | 18 | 15 | 1  | 2 | 43 | 15 | +28 | 47  |
| 02. | Yangon FC         | 18 | 9  | 7  | 2 | 35 | 20 | +15 | 34  |
| 03. | Magwe FC          | 18 | 9  | 4  | 5 | 29 | 21 | +8  | 32  |
| 04. | Zeyar SM          | 18 | 8  | 5  | 5 | 21 | 17 | +4  | 29  |
| 05. | Hantharwady FC    | 18 | 8  | 4  | 6 | 29 | 24 | +5  | 28  |
| 06. | Zwekapin FC       | 18 | 7  | 7  | 4 | 24 | 20 | +4  | 28  |
| 07. | Shan FC           | 18 | 7  | 4  | 7 | 25 | 12 | +13 | 25  |
| 08. | Ayeyawady FC      | 18 | 7  | 4  | 7 | 30 | 25 | +5  | 25  |
| 09. | Chin FC           | 18 | 5  | 9  | 4 | 18 | 30 | -12 | 24  |
| 10. | Southern Myanmar  | 18 | 3  | 11 | 4 | 14 | 37 | -23 | 20  |
| 11. | Rakhine United    | 18 | 2  | 11 | 5 | 13 | 25 | -13 | 17  |
| 12. | Horizon FC        | 18 | 1  | 14 | 3 | 15 | 50 | -35 | 17  |

Pts = Puntos; PJ = Partidos jugados; G = Partidos ganados; E = Partidos empatados; P = Partidos perdidos; GF = Goles anotados; GC = Goles recibidos; Dif = Diferencia de goles
|  | Copa AFC 2017 (Fase de grupos) |
|  | Copa AFC 2017 (Play-off)       |
|  | Descenso a la MNL-2            |

## Estadísticas

### Goleadores
| Posición | Nombre              | Equipo      | Gokes |
| -------- | ------------------- | ----------- | ----- |
| 1        | Keith Martu Nah     | Yadanarbon  | 12    |
| 1        | Win Naing Soe       | Yadanarbon  | 12    |
| 3        | Kyaw Ko Ko          | Yangon      | 11    |
| 4        | Christopher Chizoba | Ayeyawady   | 10    |
| 5        | Bamba Gaoussou      | Hantharwady | 9     |